# Њупорт (Вермонт)
Њупорт (енгл. Newport) град је у америчкој савезној држави Вермонт.

## Демографија
По попису из 2010. године број становника је 4.589, што је 416 (-8,3%) становника мање него 2000. године.
| Група             | 2000.         | 2010.         |
| Белци             | 4.759 (95,1%) | 4.290 (93,5%) |
| Афроамериканци    | 38 (0,8%)     | 67 (1,5%)     |
| Азијати           | 31 (0,6%)     | 26 (0,6%)     |
| Хиспаноамериканци | 64 (1,3%)     | 83 (1,8%)     |
| Укупно            | 5.005         | 4.589         |